# طماق بنطالي
الطماق البنطاليّ هو طماق مصمم ليبدو وكأنه بنطال.
الطماق البنطاليّ ضيق مثل الطماق، ولكنه مصنوع من قماش أكثر سمكاً.

## الجدل
كان هناك بعض الجدل حول ما إذا كان يمكن اعتباره بنطال. قررت إحدى المدارس البريطانية إرسال 60 طالباً إلى منازلهم لأن الملابس كانت ضيقة جداً بحيث لا يمكن ارتداؤها كبنطال.